# The Devil's Cargo
The Devil's Cargo is een Amerikaanse dramafilm uit 1925 onder regie van Victor Fleming. Destijds werd de film in Nederland uitgebracht onder de titel De vervloekte lading.

## Verhaal
John Joyce gaat ten tijde van de goldrush werken voor een krant in Sacramento. Hij wil orde op zaken stellen in de stad, die overspoeld wordt door zedeloze, liederlijke goudzoekers. John wordt daarom lid van de burgerwacht. Hij wordt echter ook verliefd op Far Sampson, wier vader de eigenaar van een goktent blijkt te zijn. Al vlug keert de burgerwacht zich tegen John.

## Rolverdeling
| Acteur              | Personage        |
| ------------------- | ---------------- |
| Wallace Beery       | Ben              |
| Pauline Starke      | Far Sampson      |
| Claire Adams        | Martha Joyce     |
| William Collier jr. | John Joyce       |
| Raymond Hatton      | Mate             |
| George Cooper       | Jerry Dugan      |
| Dale Fuller         | Millie           |
| Spec O'Donnell      | Jimmy            |
| Emmett King         | Mijnheer Sampson |
| John Webb Dillon    | Farwell          |
| Louis King          | Briggs           |
| Martha Mattox       | Mevrouw Farwell  |